# Фунаюрэй
Фунаюрэй (яп. 船幽霊 фунаю:рэй, «призрак корабля») — японский призрак-юрэй.
Часто встречается в историях о привидениях периода Эдо (Токугава). Это привидение черпает воду в черпак и заливает ей корабль. Чтобы предотвратить беду, в море выбрасывали рисовые колобки и готовили черпаки с отваливающимся дном. Фунаюрэй считался душами тех, кто погиб в море. Этот призрак обычно появлялся на поверхности моря, однако существуют легенды о них и там, где морей нет, зато есть реки или озера.
Появляется он обычно в дождливые дни, или в первый день нового месяца, или в полнолуние, или в туманные ночи. Если призрак появляется в обличье корабля, то он испускает свечение, так, что даже ночью его можно разглядеть до деталей.
Также фунаюрэй может сломать компас или сесть на корабль и сломать шеи морякам. Способы избавления от призрака разнятся в зависимости от мест. В префектуре Мияги считается, что нужно помешать шестом воду вокруг корабля. Можно также выбросить в море какие-либо вещи. В Кодзусиме это колобки, курительные палочки или рис, в Коти — пепел или 49 штук моти, в Оцуки — бобы последних 18 дней данного времени года, в Нагасаки — пепел или циновки. В Эхимэ говорят, что, если бросить в воду предварительно зажженные спички, то это рассеет призрака. В Мияги фунаюрэй называется душой покойника или морским духом. Вечером перед плывущим рыбацким судном неожиданно возникает парусник. Если изменить маршрут, то он вновь появится впереди, но, если просто остановить корабль, то призрак, светясь, исчезнет.
В Ямагути он называется Ночной Беглец. Если корабль плывет под белыми парусами, призрак начнет двигаться рядом с кораблем. Он рассеется, если сбросить в воду пепел или издать громкий звук.
В Фукуоке призрак известен под названием Иллюзорный Корабль. Он появляется во время праздника О-Бон, в лунную ночь, и принимает облик парусного судна. Говорят, что он испускает загадочный огонь, и с его палубы слышатся человеческие голоса.